# Monument voor een verzonken stad
Monument voor een verzonken stad is een artistiek kunstwerk staande in het Erasmuspark, Amsterdam-West.
De datering van dit werk uit het oeuvre van Berend Peter is 1981-1982. Toen werd dit doorzichtig (essentieel volgens de kunstenaar) raamwerk geplaatst in het Frederik Hendrikplantsoen in Amsterdam. Het bestaat uit vijf rijen van zeven lichtblauwe heipalen vervat in een kooi van metaal. Het geheel is uit het lood geprojecteerd. Het beeld, komend uit een serie Dwazen denken te beschermen moest een tegenwicht bieden tegen de scheef groeiende bomen in het plantsoen maar staat net zo scheef. Het beeld van 330 bij 200 bij 270 centimeter verwees naar de bouwgeschiedenis van de buurt, dat ooit de grens vormde tussen stadsbebouwing en het agrarisch gebied van Sloten. 
In 1999/2000 constateerde de kunstenaar dat vlak naast zijn beeld een skatebaan (ramp) geplaatst was waardoor die doorkijk was aangetast. De kunstenaar spande een rechtszaak aan tegen Stadsdeel Westerpark; die via een mediator werd beslecht. Het stadsdeel bood excuses aan en plaatste op een los staande heipaal (zelfde kleur) een excuusbordje met daarop ook de belofte dat als het plantsoen wederom heringericht zou worden, het beeld weer op een doorkijkplek zou worden geplaatst. Of dit ook daadwerkelijk gebeurd is, is niet duidelijk (gegevens november 2022).
Wel kreeg het in 2013 in overleg met de kunstenaar een nieuwe plek; een groot open veld in het Erasmuspark. Dat deel van het park bestaat uit een grote grasvlakte van 90 bij 50 meter.
In Amsterdam-Oost staat ook een beeld van de kunstenaar onder de titel Dwazen denken te beschermen, ook een doorkijk in een grasveld met heipaal en frame.

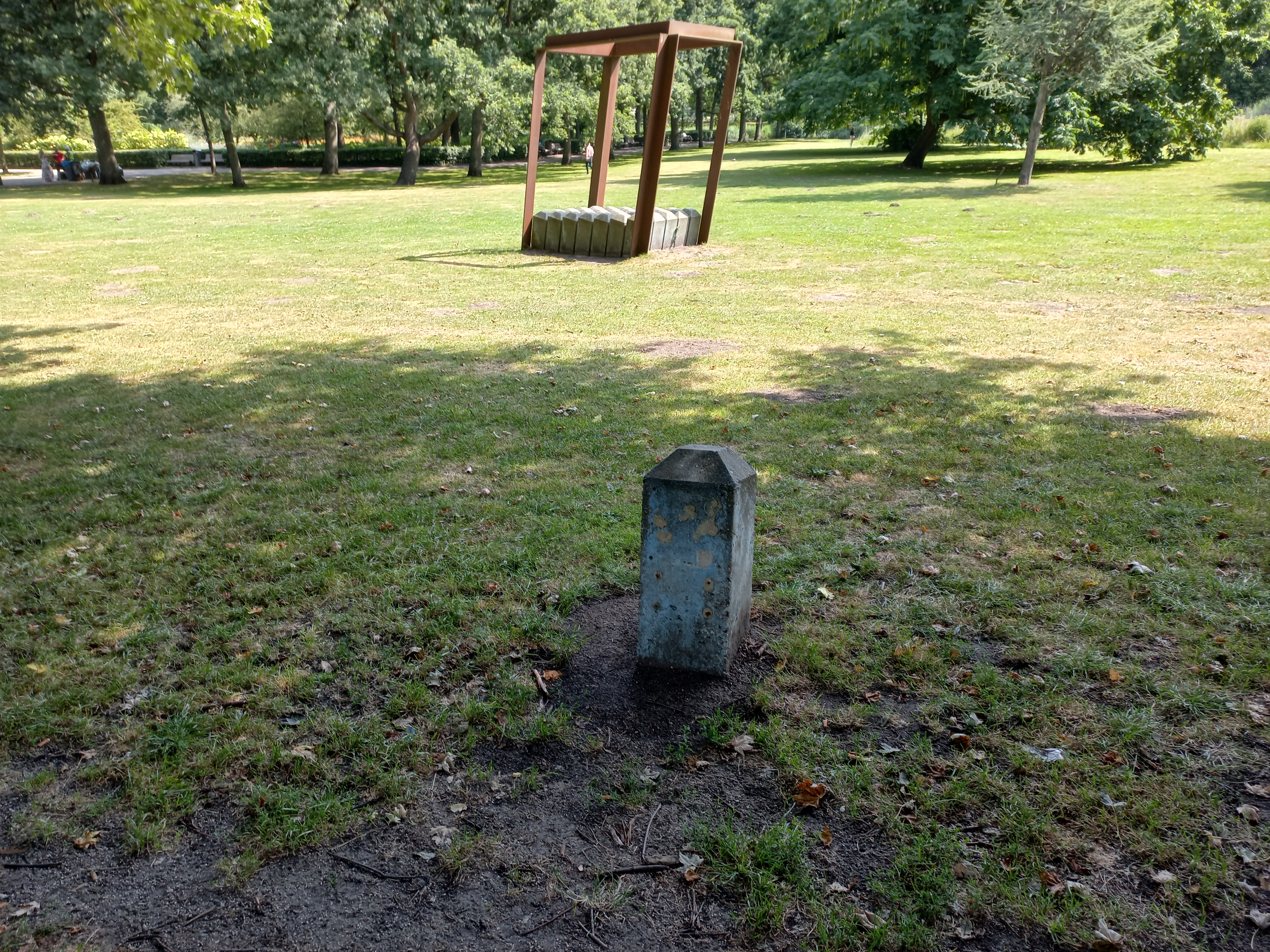
Monument met tekstloos excuuspaaltje (juli 2022)